# Гранитный мост
Грани́тный мост — автодорожный железобетонный балочный мост через реку Оккервиль в Красногвардейском районе Санкт-Петербурга.

## Расположение
Расположен в створе Гранитной улицы.
Выше по течению расположен Большой Яблоновский мост, ниже — Яблоновский мост.
Ближайшая станция метрополитена — «Ладожская».

## Название
Топонимическая комиссия рекомендовала дать мосту название Гранитный, по расположению в створе Гранитной улицы. 26 июня 2020 года название было официально утверждено.

## История
Мост был возведён в 2018—2019 годах в рамках строительства продолжения Гранитной улицы от проспекта Шаумяна до Уткина переулка. Проект моста был разработан ЗАО «Институт Гипростроймост — Санкт-Петербург» (КГИП Р. Саюшев). Генподрядчиком являлся ООО «ЛСР-Строй». Движение по мосту запущено 27 августа 2019 года.

## Конструкция
Мост однопролётный железобетонный балочный. Пролётное строение в поперечном сечении разделено на 2 отдельных пролётных строения для движения автотранспорта и под двухпутную трамвайную линию. Поперечное сечение пролётного строения под трамвайную линию состоит из 5 сборных железобетонных балок двутаврового сечения длиной 28 м и высотой 1,23 м. Расстояние между соседними балками 1,75 м. Поперечное сечение пролётного строения под движение автотранспорта состоит из 12 аналогичных балок, расстояние между соседними балками 1,806 м. Устои из монолитного железобетона, на свайном основании. Общая длина моста составляет 31,6 м, ширина — 30,1 м.
Мост предназначен для движения автотранспорта, трамваев и пешеходов. Проезжая часть моста включает в себя 4 полосы для движения автотранспорта и двухпутную трамвайную линию. Габарит проезжей части 2(Г-9), тротуар 1,5 м на пролётном строении под движение автотранспорта (с низовой стороны) и 2 служебных прохода по 0,75 м на пролётном строении под трамвайное движение. Ширина полотна трамвайной линии составляет 8,4 м. Покрытие проезжей части и тротуаров — асфальтобетон. Тротуар отделён от проезжей части металлическим барьерным ограждением. Перильное ограждение металлическое оцинкованное простого рисунка бестумбовое.